# Dendrocronologia

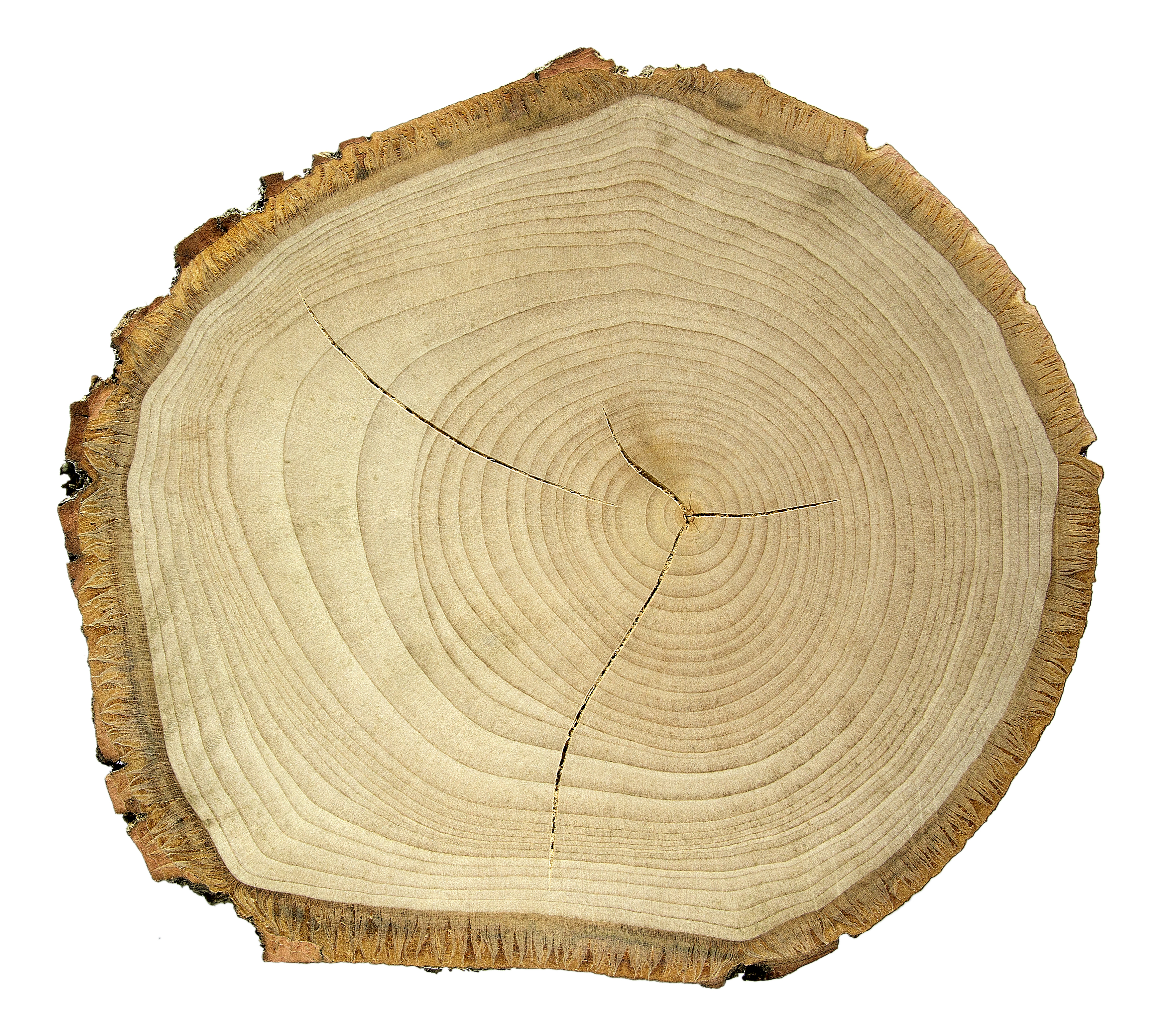
Anéis dos troncos de árvore.

A dendrocronologia é um método científico de datação da idade de uma árvore baseado nos padrões dos anéis em seu tronco. É estabelecida de acordo com o clima das épocas, e por isso, torna-se um grande método de datação absoluto dos climas passados. Esta técnica foi inventada e desenvolvida por A. E. Douglass, fundador do laboratório Tree-Ring Research na Universidade do Arizona. A palavra dendrocronologia vem do grego antigo dendron (δένδρον), que significa "árvore", chronos (χρόνος), que é "tempo", e logos (λογία), "estudo".
As árvores, em zonas temperadas, crescem em espessura de maneira descontínua. A produção dos seus tecidos, só se faz durante uma parte do ano, nomeadamente na primavera e no verão, o que leva à formação de anéis com o ritmo de um por ano. São os chamados anéis anuais. Verifica-se, por outro lado, que a largura desses anéis não é constante, variando de ano para ano em cada região de acordo com a variação das condições climáticas: quanto melhores forem essas condições tanto mais largos serão os anéis anuais e, inversamente, quanto mais desfavoráveis as condições tanto mais estreitos os anéis.